# Владан Радача
Владан Радача (Свилајнац, 15. јул 1955) бивши је југословенски и српски фудбалер, репрезентативац Југославије.

## Каријера
Рођен је 15. јула 1955. године у Свилајнцу. Играо је на позицији голмана. Фудбалску каријеру је започео у Радничком из Свилајнца, једно време провео и у крагујевачком Радничком, где му није пружена шанса да се искаже. Стајао је на голу бројних друголигашких екипа некадашње Југославије: Бор (1975-77), Приштина (1977-78) и Трепча из Косовске Митровице (1979-80), да би на прволигашку сцену крочио у дресу Рада са Бањице (1982-88).
Члан је генерације „грађевинара” која је остварила историјски успех, пласман у Прву Савезну лигу у сезони 1986/87. Након Рада, једно време је провео на голу сарајевског Жељезничара. Играчку каријеру је окончао у турском Самсунспору (1989-1993).
У дресу А репрезентације Југославије је одиграо пет утакмица. Дебитовао је 11. новембра 1987. против Енглеске (резултат 1:4) заменивши индиспонираног Маура Равнића након првог полувремена, а до краја сусрета је успео да сачува мрежу. У том тренутку је имао пуне 32 године и четири месеца, па је један од најстаријих дебитаната у историји националног тима. Од репрезентативног дреса се опростио 4. јуна 1988. против Западне Немачке у Бремену (резултат 1:1).
Тренерску каријеру започео је 1993. године у фудбалском клубу Рад, а након тога је радио у Сартиду. Затим наставља да ради у Грчкој у Арису и Касторији. Уследио је боравак у нишком Радничком, Црвеној звезди, Младом раднику, Бежанији, а успут је радио и као тренер голмана у младој репрезентацији СР Југославије. Дуго се тренерским послом бавио на Кипру у Етникос Ахни, а једно време радио је у Спартаку из Суботице.